# Training Within Industry
Training Within Industry (TWI) bivša je američka državna agencija koju je osnovalo ministarstvo rata (Department of War) za vrijeme Drugog svjetskog rata. Osnovni cilj je bio pružiti savjetodavne usluge ratnim industrijama. Bilo je očito da nedostatak obučenih i kvalificiranih kadrova upravo u vrijeme kada su bili najpotrebniji su zadale puno poteškoća tim industrijama i da samo poboljšavanje metoda radnog osposobljavanja bi riješilo neželjene probleme.

## Program TWI-a
TWI su osmislili stručnjaci koji su bili na posudbi iz privatne tvrtke. Zbog intenzivne situacije i pritiska da se što brže osmisli program isprobavale su se razne metode, ali koje nisu urodile plodom. Nakon dosta neuspješnih eksperimenata došli su na ideju da osmisle program koji će biti sastavljen od 4 tečaja po 10 sati. Tim tečajevima su se trenirali supervizori i radnici da u što kraćem roku obave svoj posao što bolje. Desetosatni tečaj se sastojao od:
- Job Instruction (JI) – tečaj koji su podučavali treneri (supervizori i iskusni radnici) neiskusne radnike da svoj posao izvedu u što kraćem roku. Instruktori su također morali radnicima u što kraće definiranim koracima objasniti ključne točke i razloge tih ključnih točaka. Nakon demonstracije i objašnjenja radnici su morali uz strogi nadzor instruktora izvesti taj dio posla. Kada bi radnici izveli zadani posao bez znatnih pogrešaka, instruktori su ih bili primorani osposobiti za rad bez stalnog nadzora. Radilo se pod izrekom:Ako radnik nije naučio, instruktor nije dobro podučio.

- Job Methods (JM) – tečaj koji je podučavao radnike da objektivno ocjenjuju učinkovitost njihovog posla te da predlažu svoje ideje odnosno poboljšanja. Radnici su se podučavali da analiziraju svaki korak i utvrde je li bilo dovoljno razloga da obavljaju taj posao na isti način, postavljajući si određena pitanja. Ako su smatrali da bi se neki koraci poboljšali eliminacijom, kombiniranjem ili pojednostavljenjem, morali su podijeliti svoje nove metode nadležnima i suradnicima. Tako bi se mogli eliminirati neželjeni problemi i ubrzati proces.

- Job Relations (JR) – tečaj koji je podučavao supervizore kako se nositi s radnicima pošteno i uspješno. Radilo se pod izrekom: Ljudi se moraju tretirati kao pojedinci.

- Program Development (PD) – tečaj koji podučava osobe koje su odgovorne za rješavanje problema proizvodnje koji se jave za vrijeme treninga.

Pojam supervizor se može definirati kao osoba zadužena za ljude ili ona osoba koja zadaje posao radnicima. Svaki supervizor mora:
- znati kako izvoditi posao koji treba podučiti radnike
- znati koje odgovornosti nosi taj posao

Najvažnija stvar što se tiče TWI programa je dobro podučiti i istrenirati supervizore kako bi oni mogli dobro prenijeti znanje na radnike.
Na slici je prikazan plan koji prikazuje bitne stvari TWI programa koje svaki supervizor i radnik moraju znati (1940. godina): 
Jedan od TWI osnivača je objavio članak: Na koji način se mogu dobivati uzastopni rezultati TWI programa, uz šest temeljna sustava koje organizacija treba obuhvatiti kako bi se omogućilo kontinuirano poboljšanje. To su:
1. Sustav zasnovan na odgovornosti za dobivene rezultate
2. Sustav zasnovan na treniranju velikog postotka (ako ne svih) supervizora
3. Sustavi za treniranje
4. Sustavi za izvješćivanje, praćenje rezultata
5. Sustav za davanje poticaja i honorara za rezultate
6. Sustav za prihvaćanje novih ideja i odobravanje prijedloga za kontinuirano poboljšanje

Mora se naglasiti da nije dovoljno dizajnirati sustave, nego i održavati i kontinuirano poboljšavati odgovarajuće osoblje. Javlja se i sedmi sustav koji nije naveden, a također je bitan, a to je poseban zastupnik ili posebna grupa ljudi koji će pratiti promjene i sve djelatnosti unutar organizacije.

## Povezanost s leanom
Nakon nestanka TWI-a iz SAD-a neki od ljudi koji su ga počeli provoditi su: Channing Dooley, Walter Dietz, Mike Kane i Bill Conover su bili primjer ljudi koji su i dalje provodili i razvijali J-program. TWI je posebno dobro prihvaćen u Japanu, gdje se TWI bazirao na kaizen kulturi. Kaizen je uspješno usvojila Toyota Motor Korporacija zajedno s leanom. Kaizen (jap. poboljšanje) je filozofija odnosno postupak koji se fokusira na konstantno poboljšanje procesa u manufakturama, inženjerstvu i u menadžmentu. Kada kaizen upotrebljavamo za posao, vezan je za konstantno poboljšavanje svih funkcija unutar neke tvrtke i obuhvaća sve zaposlenike od običnih radnika do CEO. Isto tako je vezan i za proizvodnju gdje teži za eliminiranjem neželjenog viška materijala.
Dok je lean proizvodna praksa koja smatra da je trošenje resursa za bilo koji cilj osim za proizvodnju proizvoda za krajnjeg kupca rasipnost, odnosno uzaludno trošenje resursa. Izveden je od strane TPS-a (Toyota Production System). Glavni cilj lean proizvodnje je povećanje učinkovitosti uz što manje otpada primjenjivajući empirijsku metodu odlučivanja. Empirijska metoda je poseban pristup istraživanju i izvođenju eksperimenata bez postavljanja hipoteze ili želje da se ona dokaže. 
TWI je imao izravan utjecaj na razvoj i korištenje Kaizena i Standard Worka u Toyoti. Ti temeljni elementi su ugrađeni unutar funkcionalnog sistema te se primjenjuju još i danas u Toyoti.

## Razlog nestanka TWI-a iz SAD-a
TWI se polako počeo gasiti u SAD-u krajem rata jer su ga Amerikanci gledali kao ratni program, a ne kao trajnu radnu obuku. Iako, TWI nije potpuno iščeznuo iz SAD-a, neke određene grupe su ga i dalje provodile u SAD-u. Postoje dvije teorije kojima se tvrdi zašto se točno TWI prestao masovno provoditi u SAD-u. Jedna od tih teorija tvrdi da su se nakon rata svi vratili uobičajenim poslovima, bez ikakvih ideja o provođenju novih kultura. Te je na taj način TWI kultura pala u zaborav. Druga teorija tvrdi pak da su istrenirani ljudi, kao supervizori zbog manjka konkurencije i željom za usavršavanjem, u Americi okrenuli tržištu u Europi i Japanu.